# 荒田八幡神社
荒田八幡神社（あらたはちまんじんじゃ）とは、兵庫県神戸市兵庫区荒田町に鎮座する神社。

## 祭神
- 応神天皇
- 素戔嗚尊
- 安徳天皇

## 歴史
荒田八幡神社は古くは高田神社といい、荒田村字一町田に鎮座し、熊野権現を祀っていたため、その森を権現の森といったが、のちに、すぐ西にある宝地院境内にあった八幡社を神仏混淆をさけて、明治31年（1898年）にここに合祀して、荒田八幡神社とされた。
神社近辺の土地は、周囲より一段と高く、この高台付近が都の重要な地であったと考えられる。荒田八幡神社の土地は、平清盛の弟・池大納言平頼盛の山荘であり、治承4年（1180年）6月3日の福原遷都の際には安徳天皇の行在所となった。いわゆる今日でいう皇居であり、現在、境内には安徳天皇行在所跡の碑が立っている。
この頼盛の別荘については、高倉天皇の「厳島御幸記」に「申（さる）の刻に福原に着かせ給う。…あした（あらたー荒田）という頼盛の家にて笠懸（かさかけ）、流鏑（やぶさめ）など仕うまつらせ、ご覧せらる。日暮れ帰らせ給う。」と記しているので広い邸内であったことがわかる。
邸内は一段高く、昭和13年（1938年）7月の神戸大水害の時にも附近一帯泥海のなかに島のように見えた。こうした日本の歴史の一端を担い、また神戸の史跡として重要な役割を果たし、「平家ゆかりの地」としても有名である。ところが昭和20年（1945年）3月の神戸大空襲のため社殿を焼失してしまい、仮社殿を再建し40年を経過したが、昭和60年（1985年）、現在の新社殿の建立をみている。
昭和55年（1980年）6月3日、神戸にとって歴史的意義のある福原遷都800年を迎え、神戸市及び郷土史家の手によって「福原遷都八百年記念碑」が建設された。
また、荒田八幡神社は厄除の神として知られ古くから兵庫県下一円より厄除大祭（1月18日、19日、20日）には参拝者で賑わっている。

## 境内
- 史跡 安徳天皇行在所跡
- 福原遷都八百年記念碑
- 高田稲荷大神

## 交通アクセス
- 神戸市バス9系統・神姫バス・阪急バス「大学病院前」より 北西に約300m
- 神戸市営地下鉄 西神・山手線「大倉山駅」西出口1より 北西に約700m
- 神戸市営地下鉄 西神・山手線「湊川公園駅」東出口2もしくは3より 北西に約850m
- JR神戸線「神戸駅」より 北西に約1km
- 神戸高速鉄道「高速神戸駅」より 北西に約1.4km